# Lomas de San Agustín
Lomas de San Agustín es una localidad del estado mexicano de Jalisco. Es parte del municipio de Tlajomulco de Zúñiga.

## Demografía
| Censo | Población |
| ----- | --------- |
| 2010  | 11 836    |
| 2020  | 14 616    |